# Озерне (селище, Житомирський район)
Озе́рне — селище в Україні, у Новогуйвинській селищній територіальній громаді, Житомирського району, Житомирської області.

## Історичний нарис
Свою першу назву населений пункт отримав від розташованого поруч селища Скоморохи Житомирського району, Житомирської області. Фактично Скоморохи — це передмістя Житомира, тобто, Житомирський військовий аеропорт. Саме в той час поблизу села Скоморохи було побудовано злітно-посадкову смугу та фактично створено аеродром, який і отримав свою першу назву «Скоморохи». З 1933 р. декілька будівель військового гарнізону увійшло до складу селища Скоморохи. Це був початок розвитку військового містечка. Військові, які служили і працювали на аеродромі «Скоморохи», мешкали в селищі Гуйва та відносились до тамтешнього військового гарнізону. Для облаштування свого життя і обслуговування аеродрому вони щодня приїжджали на аеродром. На той час тут було побудовано лише одну злітно-посадкову смугу та деякі технічні споруди. Але на початок Німецько-радянської війни цей аеродром мав неабияке стратегічне значення. В селищі вже функціонувало одне крило школи.
Гарнізонний Будинок офіцерів був побудований у 1936 р. Така ж сама будівля була і на Гуйва, де був розташований Гуйвинський військовий гарнізон. Але зараз від того будинку залишилась лише напівзруйнована труба котельні. Також функціонувало приміщення теперішнього лазарету, декілька будівель жилого сектора (№ 3,4,5,6,7).
Під час німецької окупації аеродром був добудований працею військовополонених, була також прокладена бруківка через селище Скоморохи, яка з'єднала його з автошляхом на Житомир біля залізничного переїзду. У приміщенні школи під час окупації була німецька комендатура.
Навесні 1944 р. на аеродром перебазувався винищувальний авіаційний полк Воронезького винищувального авіаційного
корпусу.
Тоді ж на аеродромі розташовувався і полк авіації дальньої, від дії якого до останнього часу «тремтіла» вся Європа, бо на озброєнні полку перебувала не тільки потужна авіаційна техніка, а й зброя масового ураження. Міжнародні зобов'язання та миролюбний курс політики української держави призвели до скорочення таких військових структур, тому від полку дальньої авіації залишилась на згадку кімната-музей бойової слави в гарнізонному Будинку офіцерів та надзвуковий ракетоносець Ту-22К, встановлений на постамент на Алеї Слави Героям-авіаторам.
У післявоєнний час селище почало активно забудовуватись. У 1945 р. військові, що обслуговували аеродром та військову авіаційну техніку, остаточно перебазувались з селища Гуйва до селища Скоморохи, а військові частини були передислоковані в новий гарнізон. В цей час були побудовані житлові будинки № 8, 9, 10, 11, 12 та інші, нові два крила місцевої школи.
Із 1959 року місцевий військовий гарнізон отримав нову назву — Озерненський гарнізон та відповідно аеродром — «Озерне». Приблизно з того часу почалася активна забудова.
У 1963 р. було розпочато істотне реконструювання аеродрому, аеродромних та технічних споруд. Зараз добудована злітно-посадкова смуга довжиною 3050 м, загальна довжина магістральної та рульових доріжок для літаків понад 29 км. Злітно-посадкова смуга за своїми технічними показниками спроможна приймати всі види літаків.
Улітку 1958 року з обласного центру м. Житомир до Озерного було налагоджено постійне автобусне сполучення за маршрутом № 15 (з 2003 року — № 115) «Житній ринок — Озерне» (оскільки Озерне є передмістям Житомира). За цей час значно розширено і військове містечко, побудовані нові приміщення дитячого садка, пошти, поліклініки, п'ятиповерхові житлові будинки. Вагомий внесок у забудову гарнізону зроблено військовими будівничими, які впродовж понад двох десятків років були розташовані в гарнізоні. На 1989 рік гарнізон нараховував 15 окремих військових частин.
Станом на 2018 рік Озерне є місцем базування 39-тої бригади тактичної авіації, що має на озброєнні винищувачі Су-27 та навчально-тренувальні літаки Л-39.
12 червня 2020 року, відповідно до розпорядження Кабінету Міністрів України № 711-р «Про визначення адміністративних центрів та затвердження територій територіальних громад Житомирської області» увійшло до складу Новогуйвинської селищної територіальної громади.
19 липня 2020 року, в результаті адміністративно-територіальної реформи та ліквідації Житомирського району (1939—2020), село увійшло до складу новоутвореного Житомирського району.

## Населення

### Мова
Рідна мова населення за даними перепису 2001 року:
| Мова       | Чисельність, осіб | Доля     |
| ---------- | ----------------- | -------- |
| Українська | 4 343             | 73,45 %  |
| Російська  | 1 553             | 26,26 %  |
| Інші       | 17                | 0,29 %   |
| Разом      | 5 913             | 100,00 % |

## Галерея

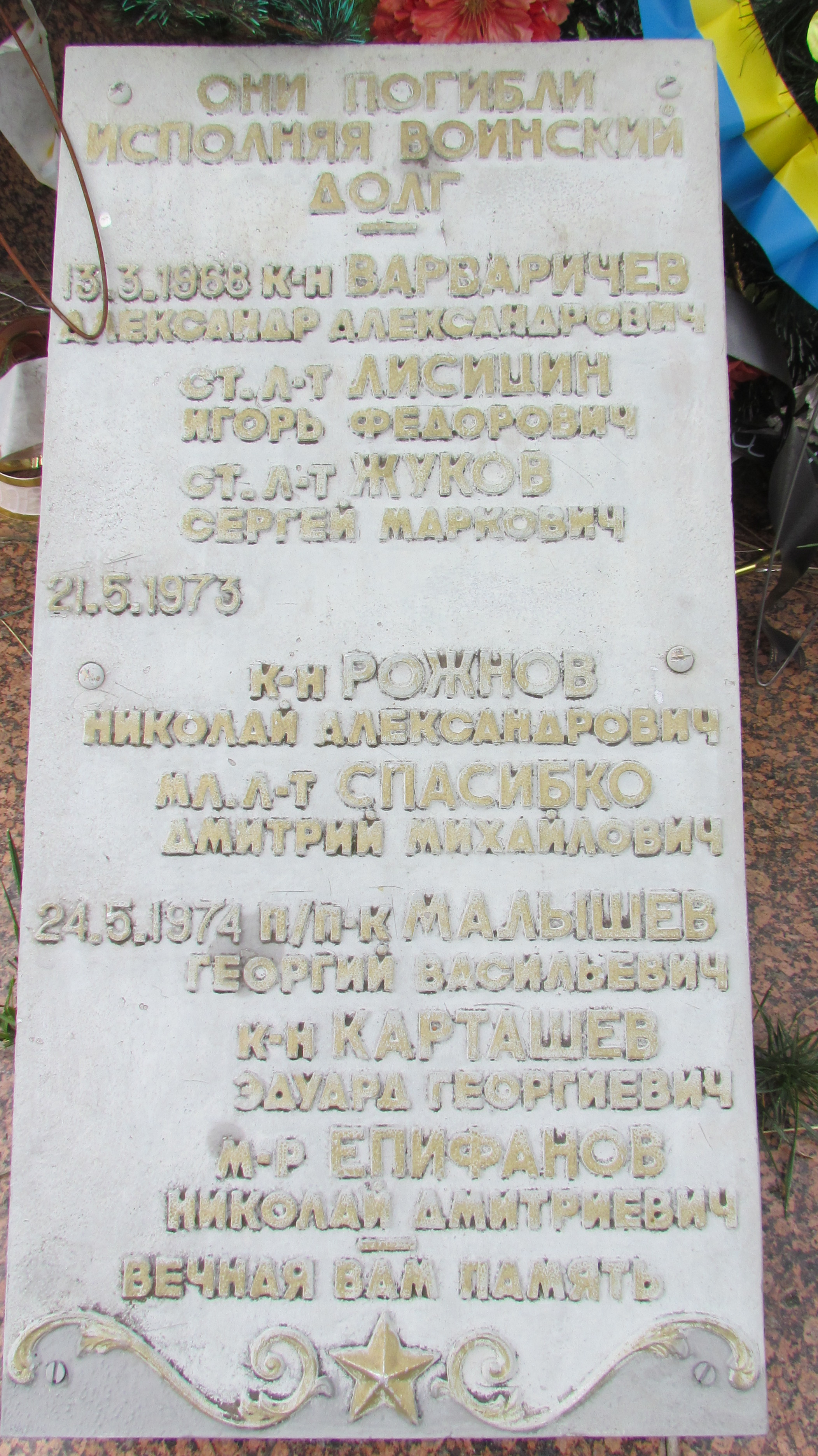
Табличка під пам'ятником авіаторам
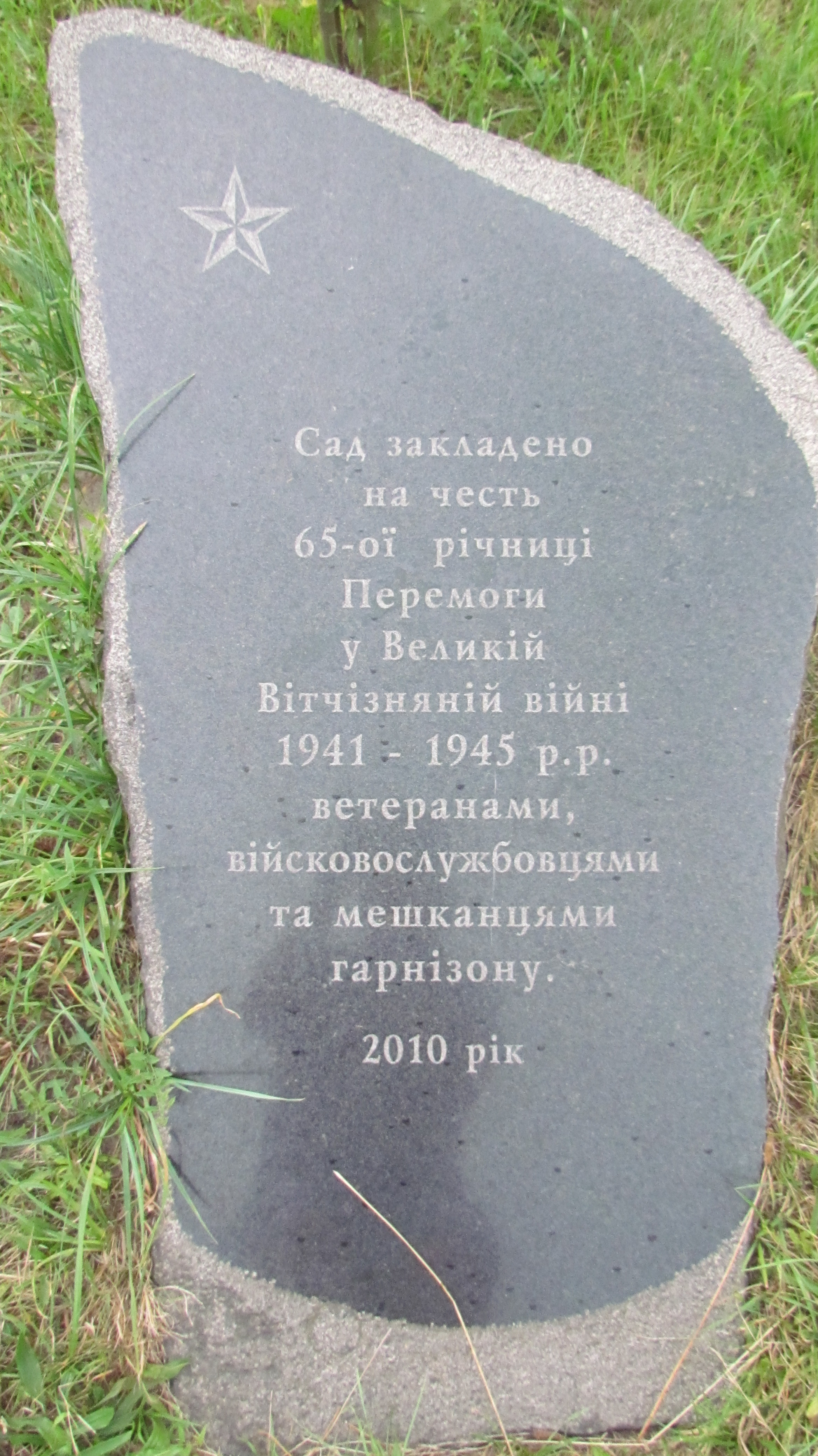
Стела у парку
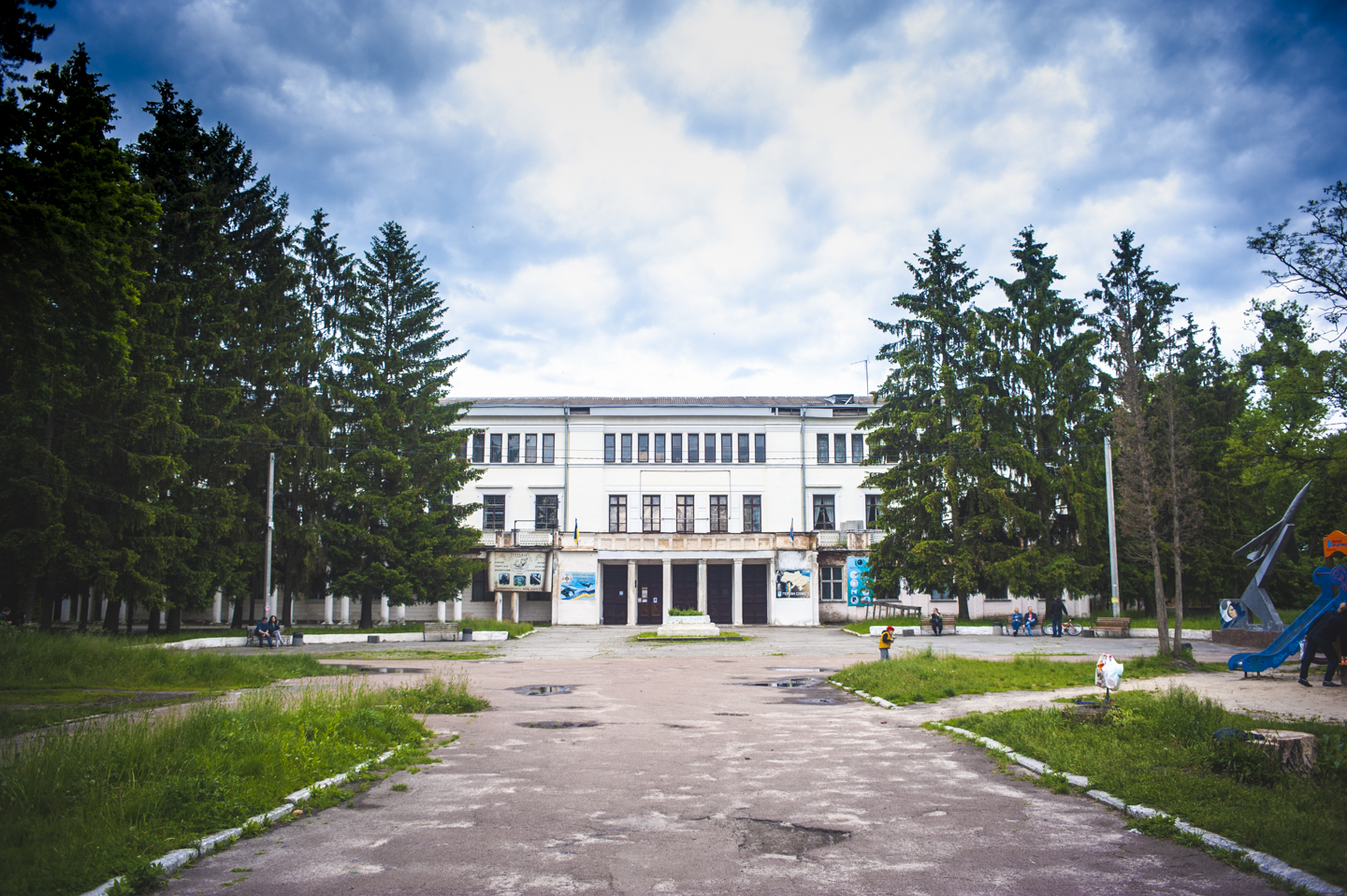
Будинок офіцерів
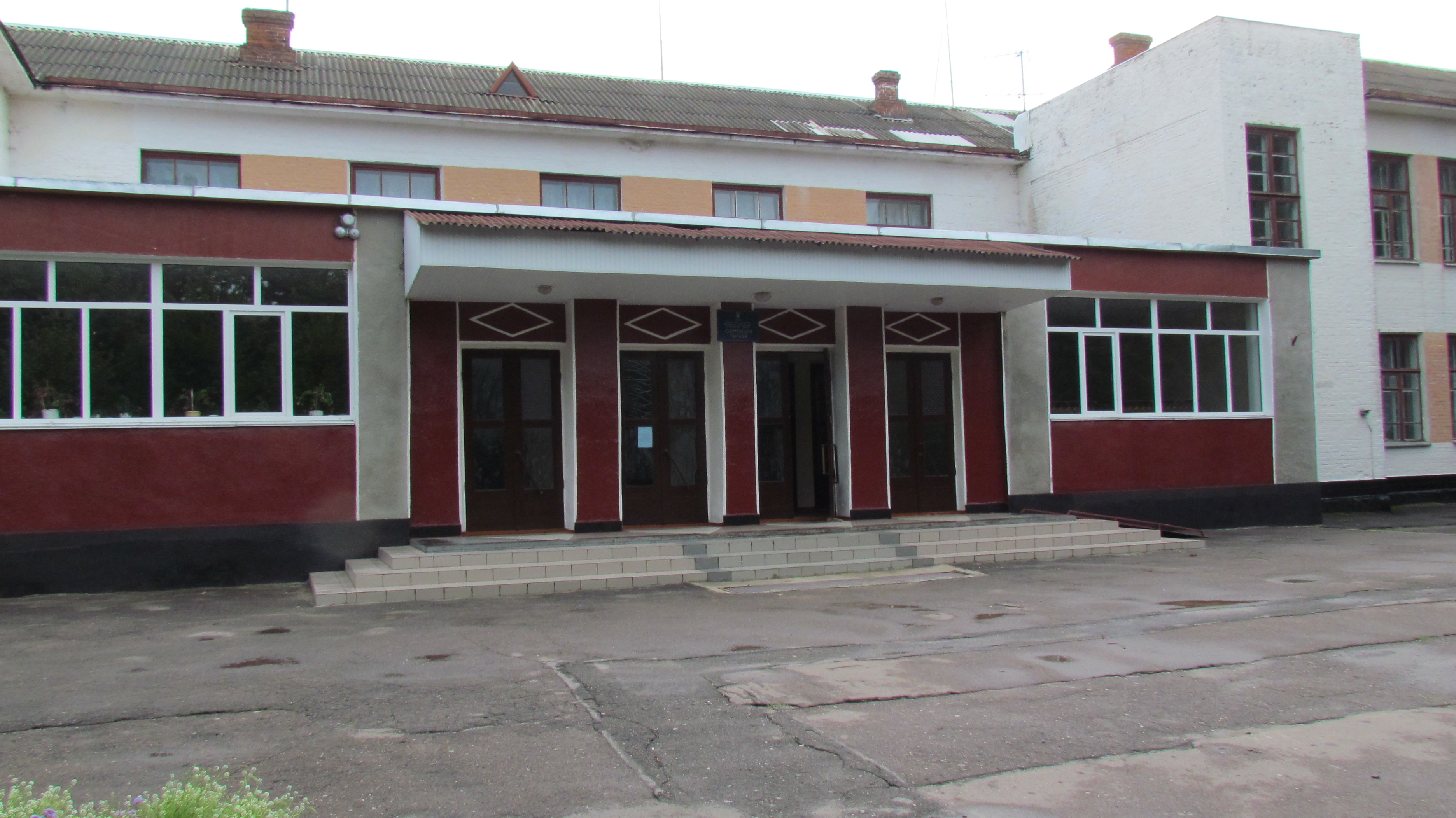
Гімназія
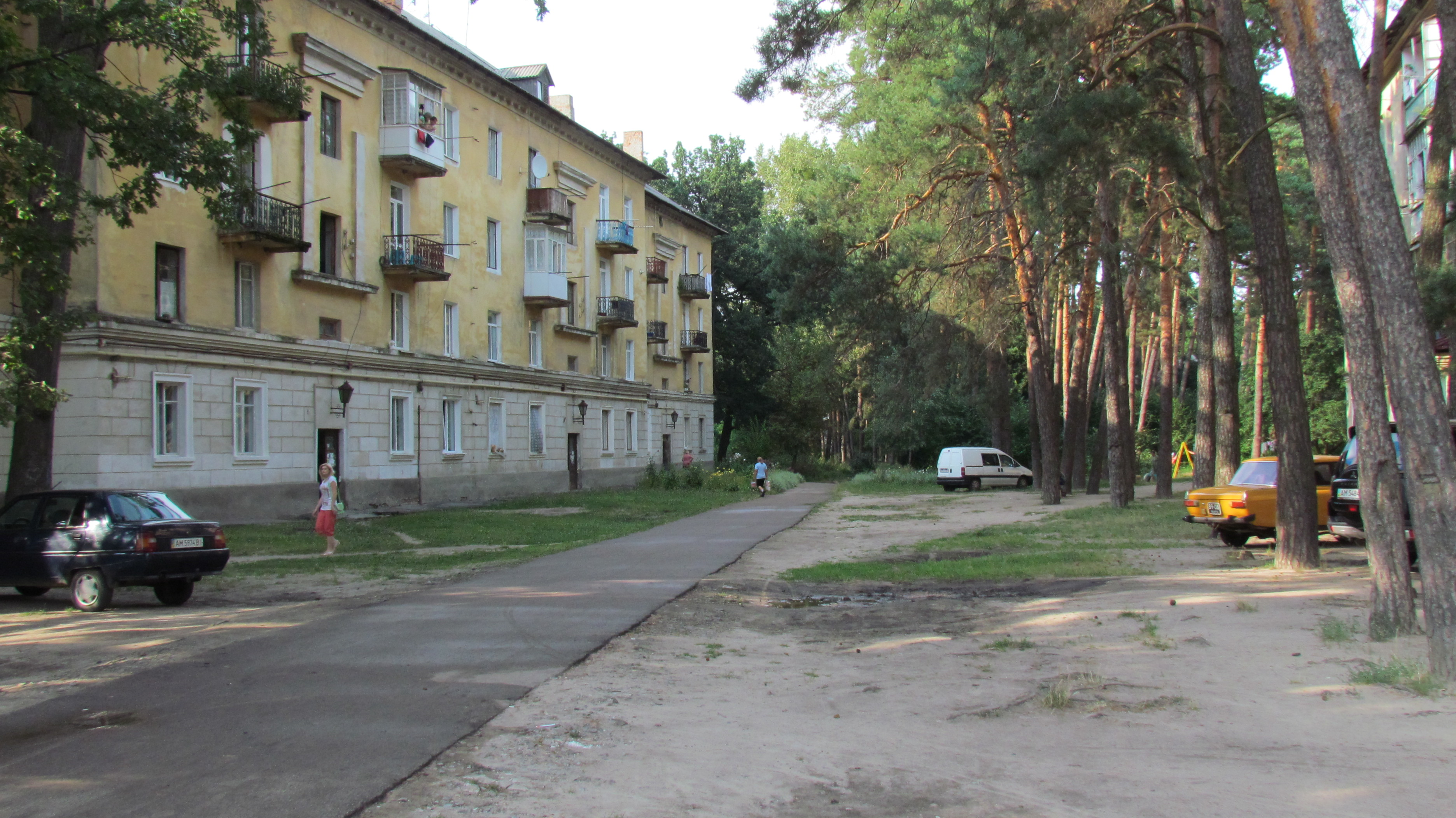
Житловий квартал
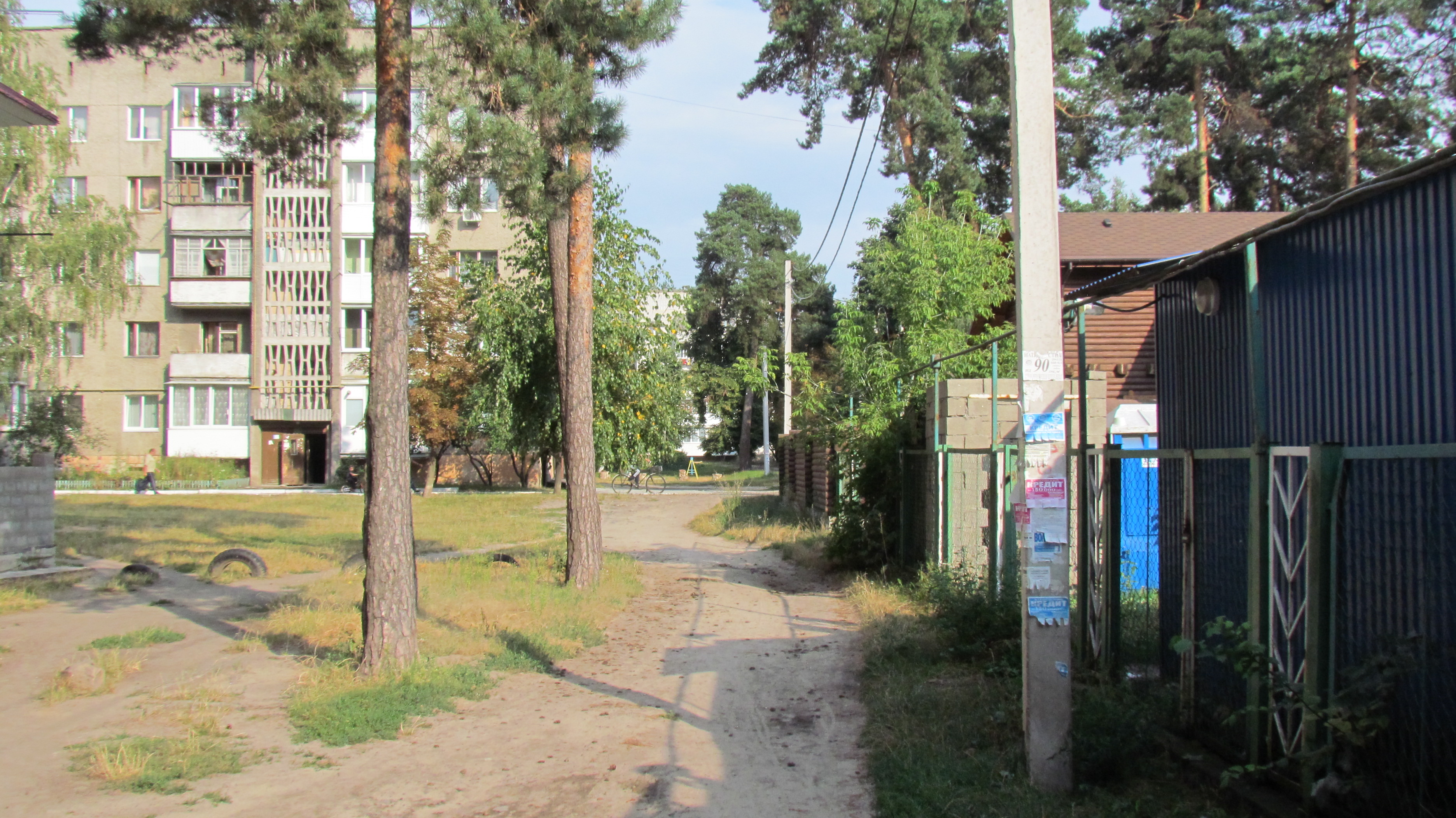
Житловий квартал
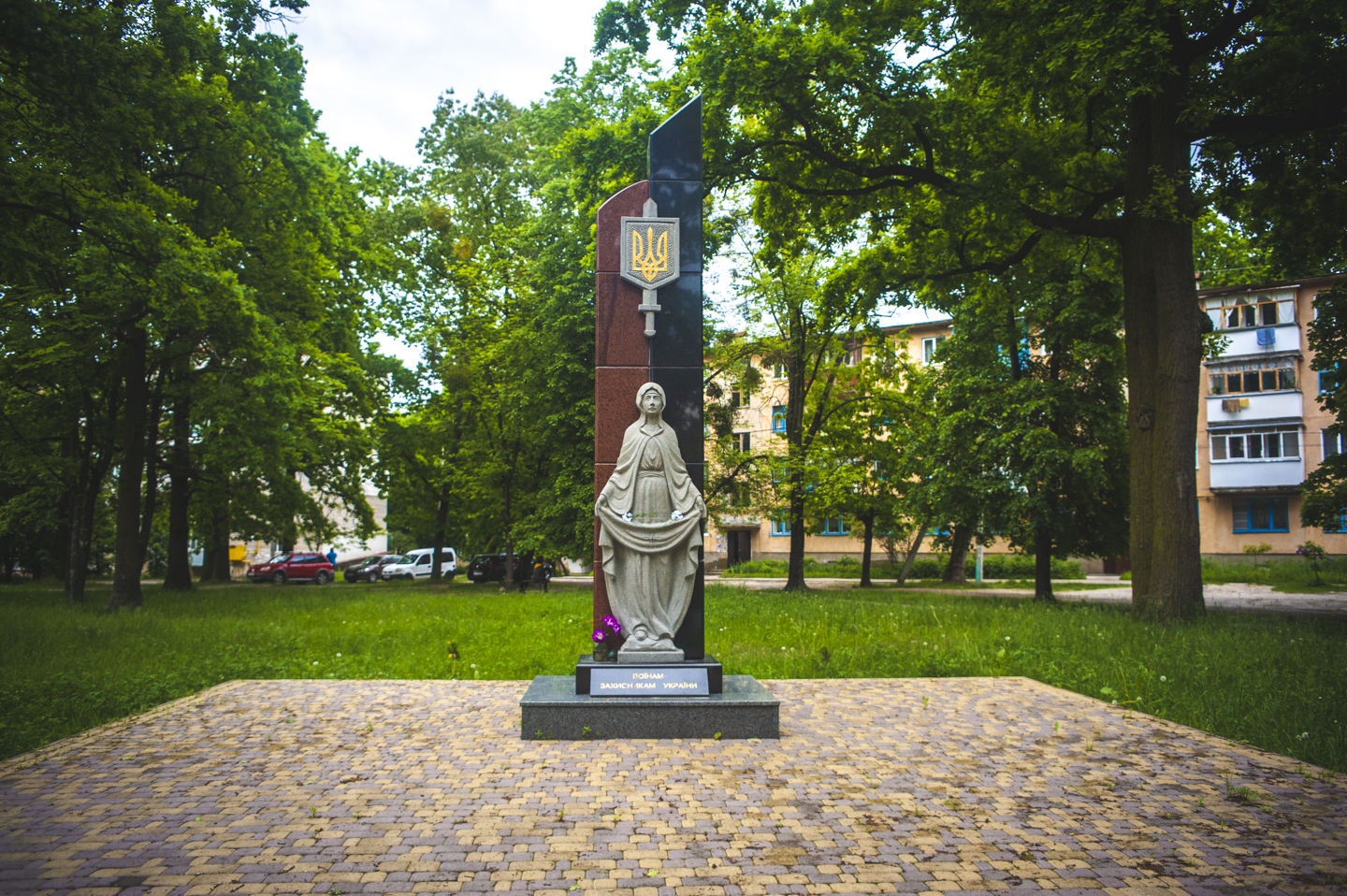
Монумент воїнам захисникам України
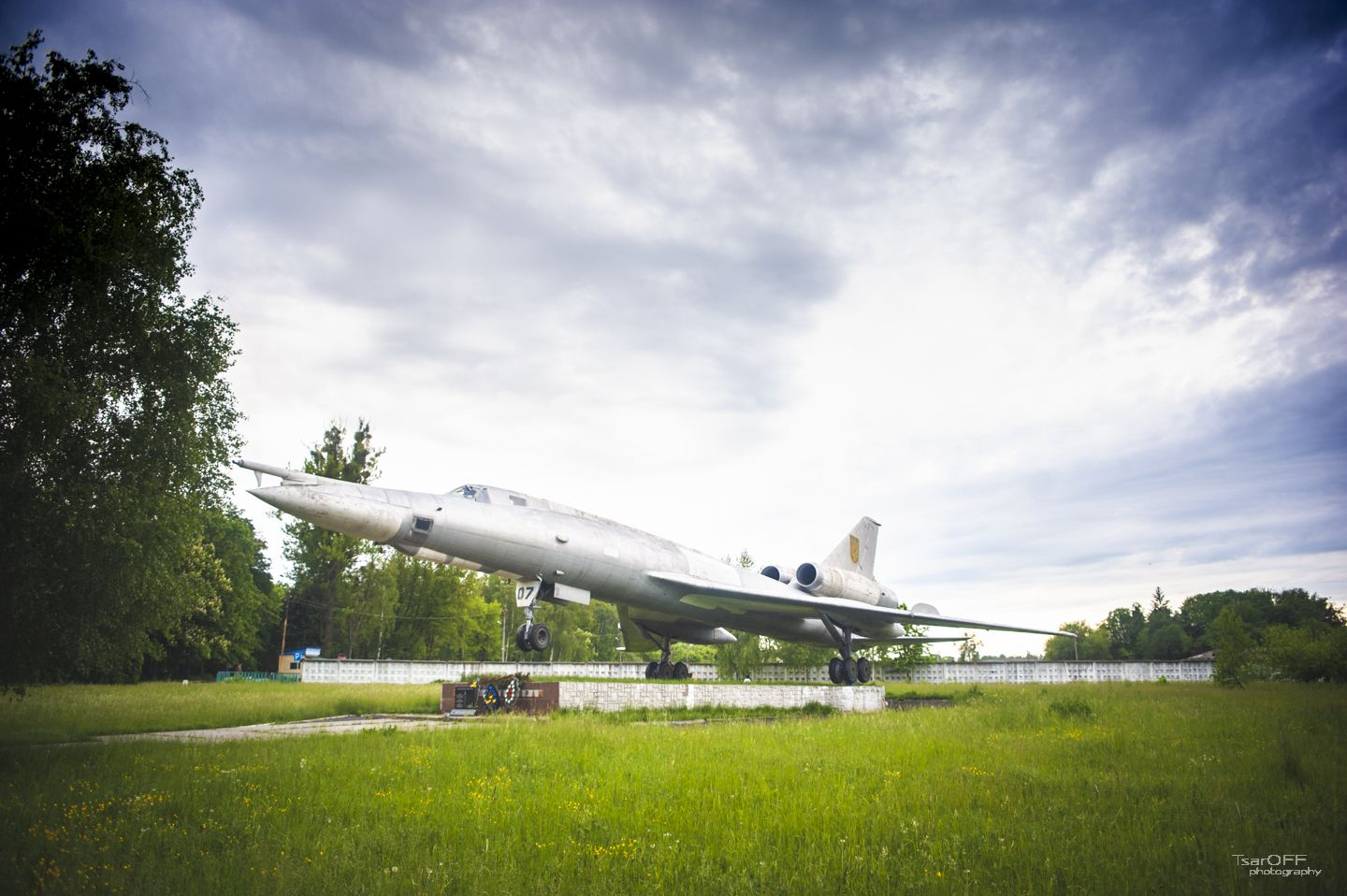
Монумент "Слава авіаторам" (Ту-22К)

## Постаті
- Гнатюк Володимир Володимирович (1980—2015) — старший солдат Збройних сил України, учасник російсько-української війни 2014—2017.
- Дмитренко Олександр Юрійович (1996—2022) — старший лейтенант Збройних Сил України, учасник російсько-української війни, що загинув у ході російського вторгнення в Україну в 2022 році.